# Domenico Laiolo
Domenico Laiolo (Alessandria, 21 maggio 1920 – Torino, 20 ottobre 2002) è stato un aviatore e militare italiano.
Fu il fedele gregario del maggiore Adriano Visconti, e diventò un pluridecorato asso dell'aviazione italiana durante la seconda guerra mondiale.

## Biografia
Nacque ad Alessandria il 21 maggio 1920, in giovanissima età fu colto dalla passione per gli aerei, diventando sottufficiale di carriera nella Regia Aeronautica. Successivamente all'entrata in guerra dell'Italia, avvenuta il 10 giugno 1940, fu ammesso a frequentare il Corso Vincere divenendo sergente pilota in prolungamento di ferma. Uscito dalla Scuola Caccia nell'agosto 1942 venne assegnato alla 76ª Squadriglia caccia, 7º Gruppo, del 54º Stormo Caccia Terrestre basata a Caselle Torinese, dove conobbe il tenente Adriano Visconti, di cui fu da allora fedele gregario. Nel marzo 1943 il reparto si trasferì da Bracciano in Tunisia per partecipare alle ultime operazioni di difesa del territorio africano. Durante le operazioni belliche abbatté il suo primo velivolo avversario, un caccia Supermarine Spitfire, combattendo in territorio africano fino al maggio 1943, quando il reparto rientrò in Patria. I superstiti velivoli da caccia Aermacchi C.202 Folgore decollarono da Korba il 9 maggio, trasportando a bordo oltre che il pilota, anche un altro passeggero. Laiolo ebbe a bordo, seduto sulle ginocchia, il capitano Piseddu, Aiutante maggiore del Comandante di Stormo. Una volta in Italia passò successivamente alla 363ª Squadriglia del 150º Gruppo Autonomo Caccia Terrestri, dotata dei caccia Messerschmitt Bf 109G, partecipando alla difesa della Sicilia. Nel luglio dello stesso anno fu assegnato alla 310ª Squadriglia Caccia Aerofotografica di Cagliari dotata dei nuovi velivoli Aermacchi C.205 V/RF Veltro. Dopo la proclamazione dell'armistizio dell'8 settembre 1943 Visconti, Laiolo e Sajeva non lo accettarono, e caricarono, suddivisi sui propri C 205, ben 8 specialisti percorsero 700 km, atterrando a Guidonia. Seguì ancora Visconti entrando a far parte dell'Aeronautica Nazionale Repubblicana, assegnato alla 1ª Squadriglia del 1º Gruppo caccia "Asso di bastoni". Combatté fino all'aprile 1945, quando in seguito alla resa del reparto, fu mandato a casa. Raggiunta l'abitazione della madre venne informato dell'avvenuta uccisione di Visconti. Sottoposto a procedimento di epurazione non rientrò più nelle file dell'Aeronautica Militare, e per guadagnarsi da vivere si mise a fare l'istruttore di volo. Si spense a Torino il 20 ottobre 2002.

## Vittorie
Durante la seconda guerra mondiale il sergente maggiore Domenico Laiolo ottenne complessivamente 6 vittorie confermate.
| Nr | data           | compagnia                          | aereo                 | avversario                  | località |
| 1  | 8 aprile 1943  | 76ª Squadriglia                    | Macchi C.202 Folgore  | Supermarine Spitfire        | Tunisia  |
| 2  | 25 aprile 1943 | 76ª Squadriglia                    | Macchi C.202 Folgore  | Curtiss P-40                | Tunisia  |
| 3  | 3 luglio 1943  | 363ª Squadriglia                   | Messerschmitt Bf 109G | Curtiss P-40                | Sicilia  |
| 4  | 11 marzo 1944  | 1º Gruppo caccia "Asso di bastoni" | Macchi C.205 Veltro   | Republic P-47 Thunderbolt   | Italia   |
| 5  | 30 aprile 1944 | 1º Gruppo caccia "Asso di bastoni" | Macchi C.205 Veltro   | Lockheed P-38 Lightning     | Italia   |
| 6  | 15 maggio 1944 | 1º Gruppo caccia "Asso di bastoni" | Macchi C.205 Veltro   | Consolidated B-24 Liberator | Italia   |

### Periodici
- Giovanni Massimello, Undici uomini su tre monoposto, in Storia Militare, Parma, Ermanno Albertelli Editore, giugno 1995, ISSN 1122-5289.